# エースコンバット6 解放への戦火
『エースコンバット6 解放への戦火』（エースコンバット6 かいほうへのせんか、ACE COMBAT 6 解放への戦火、通称"エースコンバット6"）は、バンダイナムコゲームス（後のバンダイナムコエンターテインメント）より2007年10月23日に発売されたXbox 360用フライトシューティングゲーム。オンライン対戦にも対応する。

## 概要
エースコンバットシリーズ国内第8作。シリーズとしては初のXbox 360用作品。日本ゲーム大賞 2007では "フューチャー部門"で、OXM Awards 2008では "Best Strategy Or Sim"を受賞している。
発売から12年後の2019年1月17日には、エースコンバット7が発売され、早期購入特典（ダウンロードコンテンツ）としてXbox One対応の本作が提供された。これはXbox Oneの下位互換機能を利用したもので、従来からあるパッケージ版をXbox Oneで起動した場合と内容は同一である。Xbox OneのHeutchy Methodの適用により、本作はXbox 360の9倍のレンダリング解像度かつ拡張された色表現で遊ぶことができるようになった。

## ストーリー
1999年の小惑星ユリシーズの落下から16年後の2015年、アネア大陸では隕石の被害による経済破綻で内戦状態に陥っていたエストバキア連邦が軍事政権によって再統一され、被害の少なさから復興を遂げ繁栄を謳歌していた隣国エメリア共和国と共に、大陸は平和への道を歩み始めたかに見えた。しかし同年8月30日、突如としてエストバキアはエメリアに対して侵攻を開始。首都に飛来する敵機の迎撃任務を受け、エメリア空軍部隊が緊急出撃する中、TACネーム「タリズマン」が所属する戦闘機部隊「ガルーダ隊」にも首都防空任務が発令される。後に『エメリア・エストバキア戦争』と呼ばれる戦いの始まりであった。

## 舞台背景
- アネア大陸（2015年〜2016年）。世界観の一部は過去のシリーズと関連があり（時間軸としてはZERO→2・3D→04→5→6→7→X）、アネア大陸はユークトバニア連邦共和国の存在するベルーサ大陸の北に位置しており、アネア大陸の更に北側には、「5」の舞台にもなったラーズグリーズ海峡が存在する[3]。
- ゲームコンセプトは "The Next Generation of Aces"（意訳：エース達の次世代）。
- ムービーパートは7人の登場人物の視点からエメリア共和国とエストバキア連邦の戦いを描く。

## システム
- 僚機への指示は攻撃・援護の2つだけになり、分散・特殊兵装切り替えの命令はできなくなった。特殊兵装は僚機のパイロットが前方の敵数に応じて自己判断の上選択、攻撃する。
- 新たに「支援要請」という概念が登場。これを行うことで、同じステージで作戦行動中の味方勢力が総力を結集した援護攻撃を行ってくれる。これには前方目標への攻撃指示を与えた場合の「攻撃要請」と、自分を狙う敵を攻撃させる「援護要請」がある。双方とも前方、または後方の目標を標的とした上での一斉支援射撃が行われ、空中戦に向かない低推力の攻撃機使用時など有効な助けとなる。また、この時の点数加算は通常通りに行われるため、自機での撃墜に拘らないプレイヤーには便利。
- 新規の攻撃手段として、敵機の軌道を先読みして機首を向ける事でターゲッティングが可能となり、ミサイルを敵機のその後の到達座標へ向けて射撃できるミサイルによる「偏差射撃」が可能となっている。このシステムを実装したため、通常時のミサイルの誘導性能は他作品に比べてやや悪い。
- ミサイルが敵機に接近するだけで爆発してダメージを与える「近接信管」が追加。自機も近接信管の作動を元とした敵炸薬の爆発によるダメージを受けるが、この時のダメージはミサイルの直撃には劣る為、最高難易度のACEモードでも無傷であれば、1発での撃墜は避けられる。
- 通常より急角度で旋回・ヨーが可能となる「ハイGターン」という要素が追加された。敵の攻撃や墜落を回避する際には非常に有効だが、通常の旋回・ヨーよりも急激に方向転換し、それによる減速が発生するため、用いすぎた場合などは回避力・旋回力の低下、更に失速が発生するというデメリットもある一方、使いこなせれば非常に有効な空中戦機動が可能となる技術。
- 今作では味方にも撃墜判定が有り味方の戦闘機や戦車も撃墜可能になっている（ポイントは入らず、またミッションによって撃墜できない場合もある。戦闘機など小型の味方航空機は撃墜判定はあっても接触判定はなく、通り抜けるだけとなっている）。
- 前作の『X』までは攻撃したい目標に近づくだけでそこが攻撃対象になっていたが、今作ではこの機能は削除されている。
- 1つのステージで最大6つの作戦が同時に進行し、その中からステージ毎に決められた数の作戦をクリアすることでステージの進行が後半に進むという形式である。どの作戦を遂行するかはプレイヤーが選択可能。初心者でも難易度の低い作戦を選ぶことでゲームを進めることが可能。優先する作戦の順序次第では以後の作戦や後半ステージの難易度が大幅に変化する場合がある（支援効果が高い味方の水上艦隊規模が大きいステージなど）。
- 『ACE COMBAT 5』以来となるチュートリアルモードを収録。また、シリーズ初の機能として撃墜された場合でも「途中からやり直し」が可能となっている。

## オンラインコンテンツ
Xbox LiveおよびXbox 360マーケットプレイスにより以下の要素が提供されている。
- 4種類のオンラインプレイ
  - チームバトル - 16人までのプレイヤーが2チームに分かれて対戦、相手チームの戦闘機を落として獲得するスコアを競う。
  - バトルロイヤル - 16人までのプレイヤー全員が敵同士となり、他プレイヤーの戦闘機を落として獲得するスコアを競う。
  - シージバトル - 8人までのプレイヤーが2チームに分かれて攻撃・防御を交代で行い、標的の破壊と制圧完了までの時間によるスコアを競う。
  - コープバトル - 4人までのプレイヤー全員で協力してミッションをクリアする。
- オンラインランキング
  - オフラインモードでは、難易度別・ミッション別のスコア、難易度別の合計スコア、そして総撃墜数が対象。
  - オンラインモードでは、モード別・ステージ別の総取得スコアが対象。オンラインモードのランキング上位者には「称号」が与えられ、その中には世界で唯一のものも含まれている。
- ダウンロードコンテンツとして追加機体カラーやオンラインモードの追加ステージを配信。詳細は後述。

## サウンド
シリーズ恒例となったオーケストラサウンドをベースに、新しい試みとして一部楽曲に少年合唱団によるボーイソプラノを取り入れている。合唱は英国のトリニティ少年合唱団が担当し、トリニティ少年合唱団の担当した楽曲は最終ステージ挿入歌の『CHANDELIER/シャンデリア』と『To All Things/トゥ・オール・シングス』およびエンディングテーマの『A BRAND NEW DAY/ブラン・ニューデイ』。オーケストラ演奏はブルガリア国立放送オーケストラで、担当楽曲は予告編でも使用された『Liberation of Gracemeria/グレースメリアの解放』とプロローグで流れる『Ace Combat 6 Main Theme/メインテーマ』など。また、BGMや音声を含むサウンドエフェクト、イベントムービーといった全ての音源で、ドルビーデジタルによる5.1chサラウンドに対応している。

## タイトルについて
本作は（日本での）サブタイトルが初めて日本語で書かれたタイトルでもある。これまでどおりカタカナ英語のタイトルだと『エースコンバット6 ファイア・オブ・リベレーション』となる。また、過去のシリーズでは日米のタイトルとヨーロッパのタイトルが違うことがあったが、本作のサブタイトルは英題の"Fires of Liberation"、もしくはその翻訳となっている。翻訳された例としてはフランスの「La Guerre pour la Liberation」（…ラ・ゲール・プール・ラ・リベラシオン）がある。

## その他

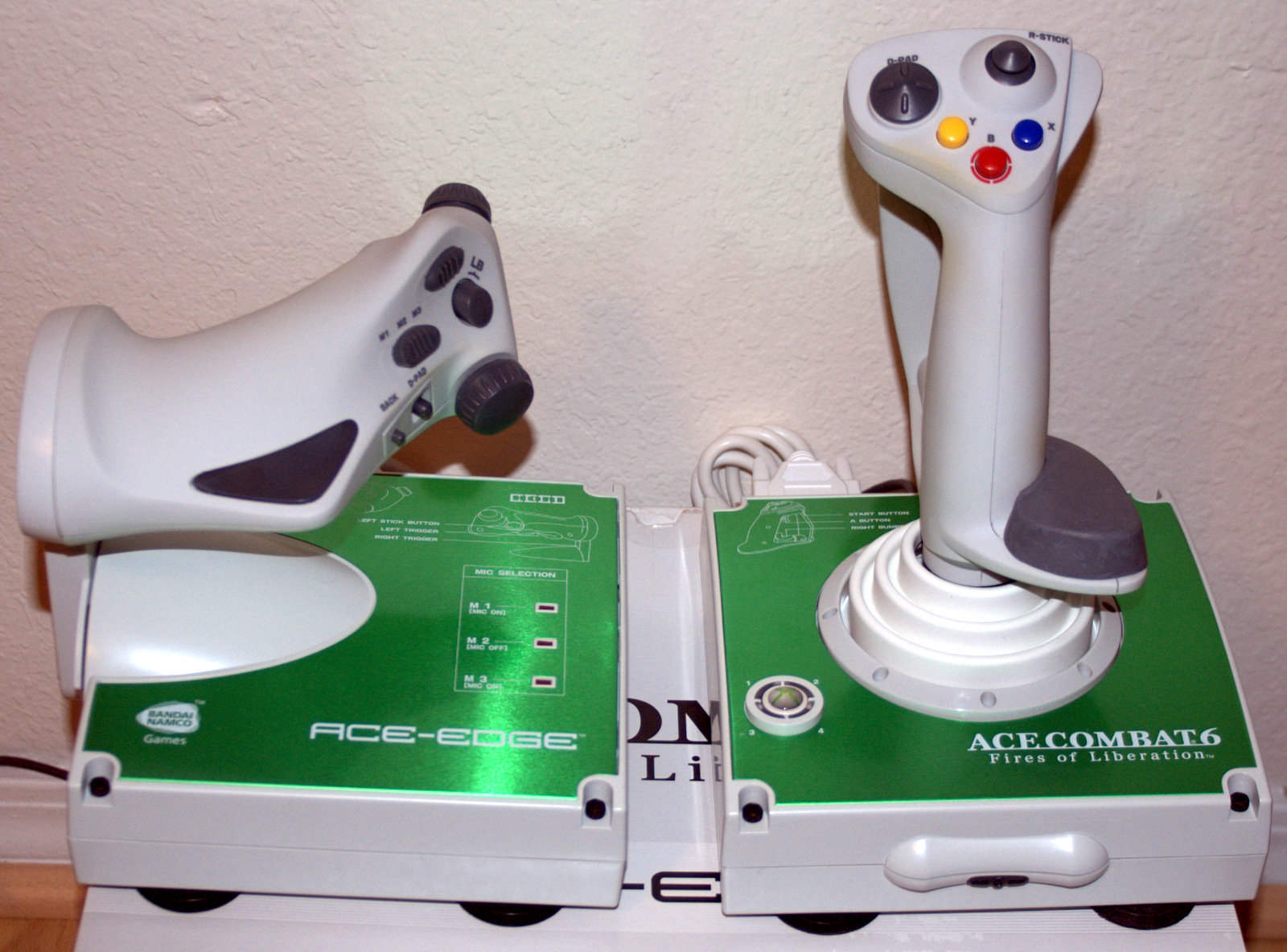
フライトスティックEX（US版:名称は「ACE-EDGE」）

- HORIが本作用のコントローラとして「フライトスティックEX」を発売している。アメリカでは限定版として同コントローラとのセットが発売された。なお、日本では2009年4月23日の『H.A.W.X』発売に伴いブラックモデルとして再発売されている。
- 2008年11月6日にプラチナコレクション（廉価版）として発売された他、同日発売のXbox 360バリューパックに『ビューティフル塊魂』とともに同梱、2009年10月29日に発売されたXbox 360エリートバリューパックにも、『ロストプラネット コロニーズ』とともに同梱された。
- 本作のTVCMは15秒版と30秒版がある。前者ではメインタイトルのみをナレーションが読み上げ、後者では副題の「解放への戦火」まで読み上げる。どちらのバージョンにも共通することは、開始早々メリッサの絶叫（マチルダ!）が入るので大変インパクトのあるCMとなっている。
- 2019年1月に発売予定の『エースコンバット7 スカイズ・アンノウン』では、本作をXbox Oneに上位互換させたダウンロード版が初回購入特典として提供される[4]。

## 用語集
本節内における年月日は特筆していない限りゲーム内の年月であり、実際の年月とは異なる。

### 国家、組織など
エメリア共和国 (Republic of Emmeria)
アネア大陸の中央部から西部およびケセド島を領有する共和制国家。首都はグレースメリア。小惑星ユリシーズによる被害が少なく、エストバキアに対し断続的に復興支援を実施してきたが、現在のエストバキア政府の母体となった東部軍閥と敵対していたLUFに支援物資を送っていた過去があったことから外交的な不和を抱えていた。高い経済力を持ち、質と量共にエストバキアを上回る兵力を有する。
自由エメリア放送（Emmeria Independence Radio）
占領下のエメリア各地で難民となったエメリア人向けに独自にラジオ放送を行っている組織。エストバキア軍のプロパガンダ放送を妨害したり、軍用電波をジャックして放送を行うことがある。
エストバキア連邦 (Federal Republic of Estovakia)
アネア大陸東部を占める複数の共和国からなる連邦国家。小惑星ユリシーズの破片が多数落着したことで甚大な被害を被り、中央政府の弱体化により各地の軍閥の台頭を招き内乱状態に陥った。東部軍閥によって国内が統一され軍事政権が樹立したものの、依然として反政府勢力や経済不況を抱える国内情勢を取りまとめられず、2015年8月30日にエメリアへ向け侵攻を開始する。
東部軍閥（Eastern Faction）
かつて内戦期のエストバキアにおいて存在した軍閥勢力のひとつ。敵対していたリエース派統一戦線（LUF）による虐殺を機に蜂起し、北部高地派を併合するなどして戦力を増強し、LUFに勝利して内戦を終結させた。その後は各軍閥の代表者たちからなる「将軍たち」と呼ばれる軍事政権を発足させるが、エストバキア軍総司令官グスタフ・ドヴロニク上級大将やアントニナ・コズニク外相など旧東部軍閥系の実力者達が一大勢力として君臨している。
ノルデンナヴィク王国 (Kingdom of Nordennavic)
アネア大陸の北西部と北西の海に浮かぶ大小の島々からなる永世中立国。エメリア・エストバキア戦争においても中立を堅持する。国土は寒冷で湖沼や森林が多く豊かな土地とは言い難いが、機械工業やソフトウェア産業が栄えており、数々の有力企業を抱えているほか世界の工場の役割を担っている。ゲーム中で語られることはないが、シリーズのデザイナーである三品幸彦によって国籍マークなどの裏設定が公開されているモデルは英国。
マクミラン重工業 (Macmillan Heavy Industries)
ノルデンナヴィクに本社を置く重工業企業。古くから精密機械の製造に秀でており、戦略システムなどのソフトウェア開発など様々な事業にもその手を広げている。近年ではクローン・バイオ技術にも多額の研究開発投資を行っている。高い技術力から国内外にシェアを有し、エメリア軍で用いられている軍用データベースB.C.S (Battle Control System) もマクミラン社の産物である。一方で用途不明な多額の出資に関する黒い噂が絶えない。

## 部隊名

### エメリア
エメリア軍の航空・地上部隊には往年のナムコ作品の名前や各種ゲームに登場するキャラクターの名前を冠した部隊が多数登場する。
エメリア共和国空軍とエメリア国防空軍は英語版では共に「Emmerian Air Force」で統一されており、エメリア共和国海軍とエメリア共和国軍は「Emmerian Navy」で統一されている。

#### エメリア共和国空軍
東部防空軍第8航空団第28飛行隊ガルーダ（Eastern Region Air Defense 8th Air Division 28th Fighter Squadron "Garuda"）
プレイヤーが所属する部隊。グレースメリア空軍基地所属。エンブレムは頭上に3つの赤い星を頂いて飛ぶ青い鳥。隊長はタリズマンが務め、エストバキア軍のグレースメリア侵攻の混乱の中でマーカス・ランパート中尉が2番機に任命され、以降も彼が2番機を務める。
東部防空軍第8航空団第15飛行隊（Eastern Region Air Defense 8th Air Division 15th Fighter Squadron）
グレースメリア空軍基地所属。4機のF-16Cで編成されている。隊長はダニエル・ポリーニ（ウィンドホバー）が務め、僚機はラナーやセイカー、および名前不明の4人目が務める。
DLCでこの部隊仕様のF-16Cが配信された。主翼の翼端や垂直尾翼が赤と黒を基調としており、エンブレムとして3つの赤い星を頂く赤い鳥が描かれている。
警戒航空隊第303飛行隊第4飛行班（Advanced Warning and Control Wing 303rd Airborne Air Control Squadron 4th Flight）
E-767を運用する部隊。オルタラを拠点とする。E-767にはガイ・スチュワート（スネークピット）が搭乗する。

#### エメリア国防空軍
北部防空軍第3航空軍第4飛行隊（Northern Region Air Defense 3rd Air Division 4th Fighter Squadron）
4機のミラージュ2000-5で編成されている。隊長はスティーブン・マッカーシー (スカイキッド）が務め、僚機はブルーマックスやレッドバロン、および名前不明の4人目が務める。
エメリア北部の地方基地を拠点としており、開戦直後は無傷だった。その後は西部諸都市防衛に携わり、シルワート攻防戦からケセド島から反攻した部隊と合流し、以降も作戦を共にする。
西部防空軍第3航空軍第5飛行隊（Western Region Air Defense 3rd Air Division 5th Fighter Squadron）
4機のA-10Aで編成されている。隊長はジャスティン・スズキ（スティングレイ）が務め、僚機はウィプレイやソウフィッシュ、および名前不明の4人目が務める。
本来はグレースメリア防衛に携わるはずであったが、開戦時は訓練飛行のためグレースメリアを離れていた。その後、通信大隊の誘導を受けて西部へ脱出しシルワートタウンの防衛に携わり、ケセド島から反攻した部隊と合流した。
爆撃航空団第35飛行隊（Bomber Wing 35th Bomber Squadron）
4機のB-52Hで編成されている。隊長はウェイン・オニール（ハンマーヘッド）が務め、その他にハウンドシャークやダスキーシャーク、および名前不明の4機目で部隊が構成される。
緒戦は航空優勢が得られず活躍の機会に恵まれなかったが、エメリア軍の反攻が成功すると共に活躍し戦果を上げる。

#### エメリア共和国海軍
南洋艦隊群第2艦隊（South Sea Command 2nd Fleet）
巡洋艦マリーゴールドを旗艦とする艦隊。緒戦でエストバキア軍によって大きな損害を受け、旗艦を巡洋艦マリーゴールドとして再編成し、その後の作戦で活躍した。
第2空母航空団第2戦闘攻撃飛行隊（2nd Air Carrier Wing 2nd Strike Fighter Squadron）
グレースメリア近海で訓練飛行中に戦争が勃発し防空任務に当たった。4機のF/A-18Fで編成されている。隊長はフレディ・デュラン（アバランチ)が務め、僚機にブリザードやセラック、および名前不明の4人目が務める。

#### エメリア共和国軍
南洋艦隊群第3艦隊第1ヘリ部隊（South Sea Command 3rd Fleet 1st Helicopter Unit）
複数のUH-9で編成されている。隊長はリチャード・リー（イエロージャケット）が務め、その他にバードイーターやスワローテールで構成されている。
開戦直後に孤立した部隊の救助と支援に尽力し、多くの部隊を西方へ退避させた。ケセド島からの反攻では対地支援や特殊部隊の護衛などで活躍した。

#### エメリア共和国陸軍
第1軍第9旅団第4戦車中隊サーバル隊（4th Tank Company "Serval"）
ルイス・マクナイト軍曹が所属していた部隊。グレースメリアから避難する民間人を待ってから橋を落とす予定だったが、橋を落とす前にエストバキア軍の攻撃を受けて少数の生き残りを除いて壊滅した。
第2軍第2旅団第6戦車大隊ドラゴンバスターズ隊（2nd Corps 2nd Brigade 6th Tank Battalion "Dragon Busters Battalion"）
シルワートで徹底抗戦を続けた部隊。大隊長はアンドリュー・ギャラガーが務める。戦力の7割を消耗するほどの打撃を被るが、ケセド島からの部隊が到着したことで壊滅を免れた。グレースメリア解放戦に参加し国会議事堂奪還作戦に従事する。
バラクーダ機甲大隊（Barracuda Armored Battalion）
シルワートで徹底抗戦を続けた部隊。本来の大隊長が戦死したため、急遽アラン・バックマンが指揮をとることになった。シルワート攻防戦後はドラゴンバスターズ隊に併合された。
第2軍第2旅団第8戦車大隊ガビアル戦車大隊（2nd Corps 2nd Brigade 8th Tank Battalion "Gavial Tank Battalion"）
シルワートで徹底抗戦を続けた部隊。大隊長はエド・アドバレスが務める。大隊長着任から僅か約2ヶ月半後に戦争勃発し、状況が混乱する中、アドバレスは大隊をまとめ上げて西部諸都市防衛の任務に当たった。
第2軍第3旅団第9戦車大隊グリズリー戦車大隊（2nd Corps 3rd Brigade 9th Tank Battalion "Grizzly Tank Battalion"）
シルワートで徹底抗戦を続けた部隊。大隊長はホセ・セサル・トレスが務める。機動防御戦術によってエストバキア軍の攻勢を一時的に凌ぎ、シルワート周辺に防衛線を構築する時間を稼ぐ功績を残す。
第2軍第3旅団第1通信大隊シェルパ通信大隊（2nd Corps 3rd Brigade 1st Signal Battalion "Sherpa Signal Battalion"）
グレースメリア陥落で混乱するスティングレイを始め各部隊を西方へ誘導し、シルワートで徹底抗戦を続けた部隊。大隊長はラルフ・ウォルシュが務める。
第3軍第1旅団第1戦車大隊ワーロック独立大隊（3rd Corps 1st Brigade 1st Tank Battalion "Warlock Separate Battalion"）
ケセド島を拠点としていた戦車大隊。大隊長はゲイリー・キャンベルが務める。エメリア・エストバキア戦争勃発後、ワーロック独立大隊は西のケセド島にいたため、開戦時の奇襲を免れた数少ない無傷の部隊だった。以降は主要な作戦の多くに参加しグレースメリア解放作戦では放送局奪還に従事する。
第3軍第1旅団第4機甲大隊クォックス機甲大隊（3rd Corps 1st Brigade 4th Armored Battalion "Quox Armored Battalion"）
エストバキア軍の攻勢により兵力を消耗しながら西方へ撤退した部隊。隊長はアンソニー・ドイルが務める。主要な国土奪還作戦の多くに参加した。
第5軍第1旅団第5戦車大隊スティールガンナーズ隊（5th Corps 1st Brigade 5th Tank Battalion "Steel Gunners Battalion"）
グレースメリアで訓練していたところで戦争が勃発した予備役部隊。隊長はボビー・フィッツジェラルドが務める。大陸上陸後は局地戦を転戦し、グレースメリア解放作戦で主力軍と合流しグレースメリア空軍基地奪還に従事する。

### エストバキア
エストバキア連邦中央軍管区空軍370航空連隊第009戦術飛行隊シュトリゴン (9th Tactical Fighter Squadron Strigon)
主にSu-33で編成されたエストバキア軍の精鋭戦闘機隊。内戦時は「東部軍閥」と呼ばれる武装勢力に所属しており、東部軍閥によるエストバキア統一に数多の勝利によって貢献した。「シュトリゴン」とは、東欧の一部に伝わる吸血鬼伝説に登場する吸血鬼、または魔術師のこと。部隊が内戦時に上げた驚異的戦果によって、その異名が付けられた。所属機は全て血を思わせる赤黒い色に塗られており、部隊章（エンブレム）も赤を基調に死神が描かれている。
アイガイオン防衛戦までの激戦でトーシャ中尉ら数名を除いて戦死しシュトリゴン隊は壊滅するも、パステルナーク少佐を隊長とし、生存パイロットとヴァンピール隊（パステルナーク少佐がそれまで率いていた部隊）を統合した新生シュトリゴン隊が結成され、ここから幾度となくエメリア軍、ガルーダ隊と剣を交える。パステルナーク少佐戦死後配下の11人の隊員の間では、少佐の遺命に従い降伏してでも生き抜くことを主張する者と「生きる事とは戦いである」と徹底抗戦を唱える者の2派に分裂、メンバーのうち7名が最終兵器であるシャンデリアを文字通り死守すべくエメリア軍と交戦し撃墜されている一方、トーシャはエメリア軍に投降している。残り3名については不明。
エストバキア連邦海軍空中艦隊
重巡航管制機「アイガイオン」、電子支援プラットフォーム「コットス」、航空火力プラットフォーム「ギュゲス」といった巨大航空機群で構成される、エストバキア軍の飛行型機動部隊。各機体名はギリシャ神話に登場する三人のヘカトンケイルに由来する。全ての機体が、下反角を持つ後退翼と、上反角を持つ前進翼を組み合わせた特異な形状の結合翼を採用しており、その姿はさながらエイのようでもある。空中空母である重巡航管制機による航空戦力の迅速な展開能力と、それに搭載される長射程巡航ミサイルによる制圧能力によって、広範囲の航空優勢を確保するエストバキア軍の新戦術、「空中艦隊構想」を基に設立された部隊である。
なお、難易度エキスパート以上ではシュトリゴン隊の他に、『エースコンバットZERO』で登場したロレンズ・リーデルがエストバキアスペシャルカラーのSu-33に乗って空中母艦アイガイオンから発進する。

## 架空機/架空兵器
P-1112 アイガイオン (P-1112 Aigaion)
エストバキア軍が誇る空中艦隊の中核を成す重巡航管制機。全幅：963.77m 全長：433.3m 全高：102.39m
24基の大出力エンジンで飛行するが、機体サイズの問題から陸上基地への離着陸は不可能であり、運用時は空中給油によって常に高高度を巡航、整備時には海面などに着水するという特殊な運用スタイルが採られている。この運用スタイルにより離着水能力を有する飛行艇であることから、海軍が管轄している。
多数の艦載機を運用可能な空中空母であると同時に、非常に高度なレーダー索敵能力と管制機器による空中管制機能力、特殊長射程巡航ミサイル「ニンバス」による遠距離制圧能力を併せ持つ超巨大飛行艇である。また、対空防御用に多数の対空機関砲や高射砲、対空ミサイルを装備している。しかし、索敵能力において、空中給油中は前方のレーダー性能が著しく低下するという欠陥を抱えている。
なお、アイガイオンを始めとしたこれら大型機の開発には、ベルカ戦争およびベルカ事変の結果、エストバキアへと亡命したベルカ人技術者が関与している。
ニンバス (Nimbus)
アイガイオン背面に多数搭載されている特殊長射程巡航ミサイル。特殊な炸裂弾頭を搭載しており、連続発射による弾幕で遠距離からの戦域制圧を可能とする。
ニンバスとはギリシャ神話に於ける神の乗る光雲や後光、キリスト教に於ける神や天使、聖人といった存在が放つ頭光（天使の輪）などを意味する。空中艦隊による航空優勢の確保の一翼を担う武装である。アイガイオンは巨大な質量故に機動性が低く、近接戦闘に弱点を抱えているが、アイガイオンの高性能レーダーによって探知された敵部隊は、艦隊に接近する前にニンバスの弾幕によって排除される。
なお、ニンバスの着弾空域への誘導は、アイガイオンより管制を受けるマーカードローンと呼ばれる複数のUAVにより行われる。
P-1113 コットス (P-1113 Kottos)
空中艦隊の電子戦を担う電子支援プラットフォーム。全幅：486.45m 全長：205.44m 全高：43.61m
6基の大出力エンジンによって飛行する。強力な電子戦能力と、データリンクシステムにより、空中艦隊および周辺の友軍を支援する超大型電子戦機。電子戦に特化した機体であり、武装は搭載されていない。
P-1114 ギュゲス (P-1114 Gyges)
空中艦隊の防空を担う航空火力プラットフォーム。全幅：486.45m 全長：206.68m 全高：43.61m
機体形状、サイズ共にコットスに類似しており、コットスと同様に6基の大出力エンジンによって飛行する。
巨体に似合わない高い運動性を生かした連携戦闘を基本としており、機体全体に施された強力な対空兵装による弾幕で、艦隊に接近する敵性航空機やミサイルといった脅威目標を排除する。アイガイオンの近接戦闘に於ける脆弱性をカバーする護衛機である。
CFA-44 ノスフェラト (CFA-44 Nosferatu)
エストバキア軍の次世代ステルス艦上戦闘機。レールガンなどの試作型兵器を搭載する実験機的な機体。
シャンデリア (Chandelier)
エストバキア連邦が建造した超大型レールガン施設。
元々小惑星ユリシーズの迎撃を目的として開発されていたが、検証を重ねるごとに大型化していった結果砲塔旋回機構の開発が頓挫したため、一旦開発は中断。その後内戦中盤において軍事転用を企図した東部軍閥によって建造が再開され、特殊な珪素高分子を混合させた氷塊を基礎にMHD推進機構を装備させることで実用的な砲塔旋回機構を獲得し、内戦終結後に一応の完成を見た。
しかし、膨大なエネルギーを消費するために冷却機構を多数必要とし、建造時に増設される形で外部に冷却器を取り付けた結果、冷却器が剥き出しの状態になってしまった。エメリアによる攻略作戦時にはこの弱点を突かれ第一次攻撃でこの冷却器群を、第二次攻撃で砲塔下部非常用冷却器が破壊され、絶体絶命の状況に置かれる。最後の手段として砲身を開き排熱を試みるも、ガルーダ1の砲身突入によって最期を迎える事となる。
スタウロス（Stauros）
シャンデリアから発射されるミサイルコンテナ弾。内部には多数の巡航ミサイルが格納されており、目標地点手前までレールガンによる超高速飛翔を行った後に分散、個別に目標へと突入する。
列車砲（GUN TRAIN）
エストバキア軍が保有する大型の列車砲。全幅：13.41m 全長：74.39m 全高：9.2m 重量：2,940t
敵施設への遠距離攻撃を目的とした兵器で、100km以上の射程を誇る旋回式の1000mm砲を搭載しており、車体・砲共に実在する80cm列車砲すら上回る規模を持つ。射撃時には複線線路を占有するが、移動時にはモジュールごとに解体する事によって狭軌の単線を走行できる。また、砲弾の装填は全自動で行われる。装填の所要時間は7分30秒。
また、足まわりを無限軌道に変更した自走砲型（HEAVY HOWITZER）も存在する。
装甲列車（AMD TRAIN）
エストバキア軍の装甲列車。全幅：3.89m 全長：27.23m 全高：5.91m　重量：147t
補給ルート防衛を主任務としており、1両編成で運用されている。最大速度は75km/h。重装甲を有するほか、武装は容易に換装する事が可能であり、20mm機関砲と対空ミサイルランチャーを複合させた「スカイシールド複合対空ランチャー」や長距離砲、対空砲座、対地ロケットなどを計2門装備している。
EA-200
エストバキア軍の電子戦機。イタリア空軍の同名機とは異なる。
双発ジェット旅客機をベースにしたと思わしき機体形状をしており、機体形状はボーイング767に似る。 機首や尾部にアンテナフェアリング状の構造物を、垂直尾翼上部にポッド状の構造物を設けている他、左右の主翼に大型ポッドを装備している。

## 登場人物

### エメリア
タリズマン（Talisman）
主人公でありプレイヤーキャラクター。エメリア空軍東部防空軍第8航空団第28飛行隊「ガルーダ隊」の1番機パイロットを務める。コールサインは「ガルーダ1」。本名は不明で、タリズマンとはTACネームである。階級は中尉。戦争の開戦に際してスクランブルするが混乱により僚機を失い、臨時編成としてランパート中尉とタッグを組み、以降も行動を共にする。戦争を通じて伝説的な活躍を残し、空だけでなく陸や海の友軍からも愛された。
マーカス・ランパート（Marcus Lampert）（日本語音声：小山力也）
エメリア共和国空軍第8航空団所属の戦闘機パイロット。35歳。コールサインは「ガルーダ2」。TACネームは「シャムロック」。階級は中尉。妻にモニカ、娘にジェシカがいる。平時では良き家庭人であり、エストバキア軍の首都奇襲により連絡が取れなくなった家族の安否を気にかけている。本来はガルーダ隊とは別の部隊の所属であったが、開戦時の混乱で僚機を見失い、同様に僚機を欠いていたガルーダ隊に臨時編成され、以降も同隊の2番機を務める。タリズマンとの息のあったコンビネーションで、味方だけでなく敵であるエストバキアまで2人の名は届き、やがてこの2人を倒すためだけの特殊作戦まで実行されるようになる。
グレースメリアを奪還後、戦争緒戦の中で妻と娘が既に死亡していたことを知り意気消沈し、戦争終結後の退役をほのめかす発言をする。その後シャンデリア攻略時には冷却装置破壊後に作動した非常用冷却装置を探すため単身でシャンデリア内部に突入、対空砲火によりかなりのダメージを受けるも何とかシャンデリアから脱出し、ゴーストアイにデータを渡すことには成功した。墜落寸前にベイルアウトし奇跡的な生還を遂げた。
エンディングでは脚を負傷したのか車椅子に乗っている姿が描かれているが、リハビリをすれば治る程度の怪我であるようだ。マクナイト達の物と思われる戦車の上に跨った「金色の王様像」を目に焼き付けた後、ラジオの声が忘れられなかったと言って自分と似たような境遇にあるハーマン母娘に会いに行くが、そこにはラジオ君らストリートチルドレン達の姿も在り、彼は自分たちの戦いが決して無駄ではなかったことを静かに悟るのだった。
ルイス・マクナイト（Louis McKnight）（日本語音声：堀内賢雄）
エメリア陸軍第1軍第9旅団第4戦車中隊「サーバル隊」に所属する軍曹。33歳。戦車長。ドニーとケヴィンの3人で一両の戦車を動かしている。「なんてこたあねえ」が口癖。
エストバキア軍の攻勢から市民の避難の時間を稼ぐため、激戦地に踏みとどまったものの部隊は全滅し、3人だけが生き残った。友軍のヘリ部隊に救助されてケセド島まで撤退し、クォックス機甲大隊の戦車部隊に編入された。その後、ワーロック独立大隊に異動した。ドニーとケヴィンとは同じ戦車を扱うことになるが、全員が同じ階級であるのに彼が戦車長になった理由はくじ引きによるもの。既に戦争に嫌気が差していたが、ドニーが持ってきた銀行強盗の企てを聞き、倦んだ心に火を灯すことになった。ドニーが過去にグレースメリアの地下に掘ったトンネルを進んでグレースメリア中央銀行の金庫室に到達し大金を手に入れる計画を立て、戦場の混乱の中で軍から抜け出す事に成功したあとグレースメリア解放戦の混乱に乗じて計画を実行する。ところがドニーの測量ミスにより銀行ではなくグレースメリア城の地下に到達してしまい、城の地下に隠されていた「金色の王様像」を始めとした国宝を発見し、更に地下に閉じこめられていたストリートチルドレンたちやヴォイチェク中佐を救出した。その後、自分たちの戦車に「金色の王様像」とストリートチルドレンたちを乗せ、英雄気取りで町の広場まで出ていった。
ドニー・トーチ（Donnie Torch）（日本語音声：島田敏）
エメリア陸軍第1軍第9旅団第4戦車中隊「サーバル隊」に所属する軍曹。マクナイトと共にクォックス機甲大隊やワーロック独立大隊に所属した。29歳。戦車兵で操縦手担当。軍人になる前は銀行強盗を企てており、グレースメリア中央銀行の地下に向けてトンネルを掘っていた。そのことをマクナイトに話し、マクナイトとケヴィンと共に戦場に紛れて銀行に向かった。しかし測量に関しては素人であり、銀行の地下室まで掘ったトンネルはグレースメリア城の地下に繋がっていた。
ケヴィン・ホブズボーム（Kevin Hobsbawm）
エメリア陸軍第1軍第9旅団第4戦車中隊「サーバル隊」に所属する軍曹。マクナイトと共にクォックス機甲大隊やワーロック独立大隊に所属した。31歳。戦車兵で砲手担当。無口な人間。マクナイトとドニーと共にグレースメリア中央銀行を目指す。
AWACS「ゴーストアイ」（Ghost Eye）（日本語音声：大友龍三郎）
ゴーストアイとはTACネームで、本名は不明。エメリア空軍の空中管制機E-767の管制官として、ガルーダ隊をはじめとする戦域に展開する部隊の管制を担当する。
システム（System）（日本語音声：中江真司）
ブリーフィングを担当する人物。名前や階級は不明。
メリッサ・ハーマン（Melissa Herman）（日本語音声：久川綾）
エメリア空軍のパイロットを夫に持つ主婦。32歳。仕事で家を不在にしがちな夫に不満を抱きつつもグレースメリアの高級住宅地で平穏な日常を送っていた。開戦に伴ってグレースメリアから避難する際、撃墜された戦闘機のノーズアートを見て夫の死を悟り、さらに娘も失ったと思い込み心神を喪失しながら西へ避難したが、避難所で偶然にもラジオで娘の声を聞き、生きる気力を取り戻す。娘を探すため単身でグレースメリアに戻る途中、ルドミラやマクナイトらと出会い、いくつもの人間模様を経験することになる。
マティルダ・ハーマン（Matilda Herman）（日本語音声：坂本真綾）
メリッサの娘。9歳。性格は母親とは対照的だが仲は良い。社会科見学のためスクールバスでグレースメリア城に向かっている最中に開戦を迎える。
父は戦闘機のことを「天使」と呼んでおり、マティルダの口癖である「天使とダンスでもしてな」は元々は任務中の父に対する母のぼやきであったが、エストバキアによるグレースメリア侵攻でストリートチルドレンとなった彼女が取材で駅前を訪れたエストバキアの占領放送のレポーターに対してこの言葉で力強く生きる自分の姿をアピールし、ラジオを通じてエメリア軍の兵士たちにも伝わり、この言葉を合言葉にエメリア軍将兵の戦意高揚に繋がっていった。グレースメリアの古城に有った宝物は、彼女たちストリートチルドレンが城の地下に隠しており、エストバキア占領軍からの発見を逃れられた。
アレックス・オライリー（Alex O'Reilly）（日本語音声：海鋒拓也）
グレースメリアでレストランを営んでいた夫婦の息子。6歳。店はエストバキア軍のグレースメリア侵攻の際に壊滅し、両親もこの時に亡くなった。店の跡に残っていたラジオをいつも携帯していることから「ラジオ君」と呼ばれている。本名はゲーム中には一切登場しておらず、ヴォイチェクも回想で「ラジオ君」と呼んでいた。
ゼッド（Zed）（日本語音声：諏訪部順一）
エメリア放送のDJであったが、開戦後は自由エメリア放送のDJとして活動した。
陽気で強気な性格で、エメリア軍と同じく独自に戦火を掻い潜りながら最後には首都グレースメリアまで舞い戻ってくる。ミッション中に彼の放送を聞くことができ、広く細かい情報網を持っているらしくエメリア軍の動向だけでなくガルーダ隊の活躍まですぐ(大陸反攻作戦においてエメリア軍が上陸地点を制圧するミッション終了直後に、大陸再上陸を知らせるラジオが流れている他、エストバキアの機密兵器であるアイガイオン撃墜も知っていた)に彼の元へ知れ渡る。

### エストバキア
ヴィクトル・ヴォイチェク（Victor Voychek）（日本語音声：石塚運昇）
エストバキア空軍中佐。41歳。内戦時よりシュトリゴン隊の隊長を務めていたエリートパイロットであったが、グレースメリア上空の空戦で足を負傷し、情報部へ転属となり地上勤務の情報将校としてグレースメリアに派遣される。ストリートチルドレンらに着替えや持ち物を多数盗まれているが、一方で古城のトラップからストリートチルドレンの少年の命を救ったり、彼らと共に閉じ込められた際には持っていたチョコレートを子供達に配るなど心優しい男。
古城の地下での経験でストリートチルドレン達に対する認識を改めた彼は、彼らが寝静まった後持っていたコンピュータに入っていた極秘書類から、エストバキアが巨大兵器「シャンデリア」を使ってグレースメリアを破壊する計画があることを知る。グレースメリアがその計画の第1波にさらされた後、ルドミラの説得により「シャンデリア」に関する情報をエメリア軍に提供した。戦争終結後はトーシャとルドミラの結婚式の立会人を務めその後帰国、後に戦争の回想録を執筆している。
名前の由来はコブラマニューバを初めて公開したロシア人パイロット「ヴィクトル・プガチョフ」（en）から来ている。
イリヤ・パステルナーク（Ilya Pasternak）（日本語音声：井上和彦）
エストバキア軍少佐。35歳。ヴォイチェクのかつての教え子で、エストバキア軍屈指のエースで同軍の精鋭部隊であるヴァンピール隊を率いていたが、戦局の悪化に伴い対ガルーダ隊の切り札として、かつて副隊長を務めていたシュトリゴン隊に隊長として復帰する。新生シュトリゴン隊(バルトロメオ要塞・シルワート攻防戦・アイガイオン戦において戦力を損耗し、ヴァンピール隊と統合する形で戦力を回復した)の兄貴分的存在で、エストバキア政府の支配を受けずに放送している「自由エメリア放送」を愛し、時にはタリズマンの身を心配する などエメリアの人々にも理解を示す色男。
敗色濃厚な中、シュトリゴン隊を率いグレースメリア防衛の命を受けるも、部下に対し撤退を命令。その時間稼ぎのために自ら盾となってグレースメリア上空でエメリア軍と交戦、最終的に撃墜されるも時間稼ぎ自体には成功し、自らが搭乗するCFA-44と共にグレースメリアの空に散った。
トーシャ・ミジャシク（Toscha Mijasik）（日本語音声：野島健児）
エストバキア空軍中尉。26歳。シュトリゴン隊所属の精鋭パイロット。高校在学時に内戦に巻き込まれ軍に志願し、人並み外れた能力を発揮しシュトリゴン隊へ配属される。
縁起を担ぐクセがあり、初出撃時のコールサインである「シュトリゴン12」を使用し続け、8機編成時代のシュトリゴン隊でも「シュトリゴン12」を名乗っていた。開戦時からの旧シュトリゴン隊の数少ない生き残りでもある。
パステルナークを慕っており、彼からの「生き残れ」という命令に従いエメリア軍に投降した。後に捕虜収容キャンプにてヴォイチェクを立会人としルドミラと結婚する。
ルドミラ・トルスタヤ（Ludmila Tolstaya）（日本語音声：甲斐田裕子）
エストバキアからノルデンナヴィクへ留学していた医学生。23歳。トーシャとは恋仲。
エストバキア出身であるためメリッサと共にグレースメリアを目指す際にエストバキア軍による検問をたやすく通過できた。一方でエメリア人のパルチザンにはノルデンナヴィク語を話した際のエストバキア訛りを見破られ命を狙われたが、上空での戦闘に乗じて検問を突破した。その後乗っていた車のエンジンを破壊されるが、マクナイト達の戦車に乗せてもらいグレースメリア近郊まで到達し街に入ることに成功した。グレースメリアを離れるようヴォイチェクに諭された時には逆にヴォイチェクを説得し、ヴォイチェクがエメリア軍にシャンデリアの情報を提供することになった。シャンデリア崩壊後に捕虜収容所でトーシャと結婚している。

エストバキア軍宣伝担当
ヴィトーツェ防空戦(Mission2)に登場して以降、度々無線に現れてはプロパガンダ放送を行うエストバキア軍の人間。
グレースメリア解放戦(mission13)にてエメリア軍によるグレースメリア奪還が行われた際は、放送局にエメリア陸軍が迫っていることを知るや否や、前線の兵士達に徹底抗戦を呼びかけた上で自身は逃亡を図った。

## 収録機体
プレイアブル機は実在機が14種、架空機が1種の計15種である。
航空機名の使用許可については、ロッキード・マーティンやボーイング、ノースロップ・グラマン、BAEシステムズ、ユーロファイターGmbH、パナビアGmbH、ダッソー・アビアシオンから使用に関するライセンスを取得している。また、航空自衛隊から協力を得ている。
| 戦闘機 （Fighter）    | 攻撃機 （Attacker）  | マルチロール機 （Multirole） |
| --------------------- | -------------------- | ---------------------------- |
| F-16C Fighting Falcon | A-10A Thunderbolt II | Mirage2000-5                 |
| F-14D Super Tomcat    | Tornado GR.4         | F/A-18F Super Hornet         |
| Su-33 Flanker         | F-117A Nighthawk     | F-2A                         |
| Typhoon               |                      | F-15E Strike Eagle           |
| Su-47 Berkut          |                      | Rafale M                     |
| F-22A Raptor          |                      |                              |
| CFA-44 Nosferatu      |                      |                              |

## ダウンロードコンテンツ

### 特殊機体
通常の機体とはペイントや性能、特殊兵装の搭載数に違いがある様々な機体が提供されている。ダウンロードした機体は、キャンペーン・オンラインの両モードで使用可能。同じくバンダイナムコゲームスが開発した『THE IDOLM@STER』のキャラクターが描かれた機体( アイドルマスタープロジェクト )も用意されている。
各パックの中の機体を1つでもダウンロードすれば、オンラインモードで当該パック内の未購入機体に遭遇したさい、その機体の特殊カラーで表示されるようになっている。また、ゲーム中で使用可能になっていない機種がベースの機体であってもダウンロードコンテンツで購入した機体は使用可能であるが、特殊兵装は機体毎に決められたデフォルトの物しか選択できず、他の特殊兵装については本来の条件を満たしてオリジナルのバージョンを購入し特殊兵装を追加する必要がある（例えばF-15Eベースの機体の場合、特殊兵装はXMA6（6連装中距離対空ミサイル）しか選択できず、他の特殊兵装についてはF-15Eが本来購入可能になるまでストーリーを進めて機体と特殊兵装を購入する必要がある）。
本作の予約特典として『エースコンバット04』に登場した2部隊（メビウス中隊と黄色中隊）のペイントが施されたF-15E（性能はオリジナルのF-15Eと変わらない）のパックをダウンロードできるコードが配布されたほか、2008年7月配信のPACK10まで合計10パックが配信された。
特に記載のない機体の価格は200MSP、PACK03より無料ダウンロードの機体はシルバーメンバーシップについては1週間遅れでの配信開始となった。
発売開始から長らく（一部配信終了、無料化など有）配信が行われてきたが、2016年6月30日を以って全てのDLCの配信が終了した。なお、購入済みのユーザーは再ダウンロードが可能である。
- PACK01 - 2007年11月1日配信開始[13]。
  - F-16C -SCARFACE EMBLEM- - 『エースコンバット2』のスカーフェイス隊エンブレムが入った物。スピードは幾分落ちているが耐久力がアップ（この特徴は以後のパックにおけるスカーフェイス隊エンブレム機にも共通）。無料、2009年7月20日で配信終了[14]。
  - F-16C -TYPE ACE2- - 『エースコンバット2』バージョン。性能もエースコンバット2の物となっており、特殊兵装は使用できない（選択自体は行えるが搭載量は0と設定されている。これは後述するSu-33 -TYPE ACE2-も同様）。
  - F-15E -ACTIVE STRIPE- - 機動性を重視した実験機バージョン。旋回はオリジナルより機敏だが他の性能は幾分劣り、弾薬搭載量も減少している。
  - F-14D -HALLOWEEN- - 機体にジャックランタンのペイントがされた物。能力的にはオリジナルよりやや低く、弾薬搭載量も少ないが、ステルス性が付与されている。2008年11月6日より無料配信[15]。
- PACK02 - 2007年11月22日配信開始[16]。
  - F/A-18F -SCARFACE EMBLEM- - 『エースコンバット2』のスカーフェイス隊エンブレムが入った物。無料。
  - A-10A -THUNDER SHARK- - 機首にシャークマウスを描いた物。弾薬搭載量が倍増したが機動関係の性能はややダウン。
  - Mirage2000-5 -EXPERIMENTAL- - 機動性重視の実験機バージョン。高速化された一方安定性が落ちている。防御力も若干ダウン。
  - F-16C HISTORIC -WINDHOVER- - 本作のウィンドホバー隊カラー。耐久性と安定性を犠牲にしてスピードアップ。
  - Su-33 -THE IDOLMASTER MIKI- - 『THE IDOLM@STER』の星井美希が描かれた機体。安定性がアップし最高速度と防御力がダウン。弾薬搭載量は美希の身長と3サイズの数値に対応しており、オリジナルと比べてQAAM（高機動対空ミサイル）とRCL（ロケット弾）が大幅に増加、XMA4（4連装中距離対空ミサイル）と通常ミサイルが-1となっている。また、速度によりハイGターンが自動的に解除される。機体色とミサイルスモークは美希のイメージカラーである黄緑色（若草色）。価格は400MSP。
- PACK03 - 2007年12月19日配信開始[17]
  - Mirage2000-5 -SCARFACE EMBLEM- - 『エースコンバット2』のスカーフェイス隊エンブレムが入った物。無料。
  - F-22A -MOBIUS- - 『エースコンバット04』のメビウス中隊カラー。防御力を大幅に落とし、その分機動性を大幅にアップさせている。なお、本パックの機体のうち、この機体だけが他よりも早く配信が始まっている[18]。
  - F-15E -CIPHER- - 『エースコンバットZERO』のサイファーカラー。防御力を犠牲にしつつ攻撃力アップ。
  - F-15E -PIXY- - 『ZERO』のピクシーカラー。防御力を犠牲にしつつ安定性を強化しているとされているが、機体性能のレーダーチャートはサイファーとあまり変わらない。
  - A-10A -XMAS- - クリスマス用のペイントが施された物。耐久力が落ちた一方で安定性は最高クラス。2008年11月6日より無料配信[15]。
  - F-117A -THE IDOLMASTER YUKIHO- - 『THE IDOLM@STER』の萩原雪歩が描かれた物。機体色とミサイルスモークは雪歩のイメージカラーである白。弾薬搭載量が雪歩の身長と3サイズの数値に対応したことで増加している。その一方で安定性が半減、速度および旋回性もダウンしている。ただし「限界を超える」ことで凄まじい運動性能を発揮するようになる。価格は400MSP。
- PACK04 - 2008年1月31日配信[19]
  - CFA-44 -PROTOTYPE- - CFA-44のプロトタイプカラー。パステルナークのための調整が行われる前のバージョンであり、スピードおよび機動性よりも安定性を重視した性能となっている。なお、ADMMはオンラインでは使用不可のため、CFA-44の本来の入手条件を満たしていない場合に使用可能な武装がオンラインとオフラインで異なる(これは以後のパックにおけるCFA-44についても同じ)。
  - Su-47 -THE IDOLMASTER MIKI-EX- - 『THE IDOLM@STER』の星井美希（覚醒バージョン）が描かれた機体。若干機動性がアップしたが、安定性と防御力がダウンしている。弾薬搭載量はやはり身長と3サイズに同じであるため、特殊兵装は全般的に増加したが通常ミサイルは減少している。Su-33 Flanker -THE IDOLM@STER MIKI-と同様に、機体色とミサイルスモーク色が黄緑色（若草色）に変更されている。価格は400MSP。
  - Tornado GR.4 -RAGING SHARK- - 機首にシャークマウスを描いた物。弾薬搭載量が倍増したが出力などの性能がやや低下している。
  - F-14D -RAZGRIZ- - 『エースコンバット5』のプレイヤーの所属部隊「ラーズグリーズ」カラー。「生存することが勝利」というラーズグリーズ隊の哲学を示すように、攻撃力を若干犠牲にした一方で耐久性と安定性が向上している。この特徴は以後のラーズグリーズ機体セット4点にも継承されている。
  - Su-33 -YELLOW SQUADRON- - 『04』の敵部隊『黄色中隊』カラー。速度と旋回性が極限まで強化されているものの、代償として装甲と安定性も極端に低くなっている。低難易度の機銃だけでも相当のダメージを食らう為、エースとしての実力が試される機体である。
  - Typhoon -UPEO EMBLEM- - 『エースコンバット3』の主人公の初期所属部隊「UPEO」のエンブレムが入ったもの（カラーリングは異なる）。安定性が強化されているが、弾薬搭載量と攻撃性能が低下している。無料。
- PACK05 - 2008年2月28日配信[20]
  - F-117A -GENERAL EMBLEM- - 『3』に登場する「ゼネラルリソース」のエンブレム付き。装甲を犠牲にして軽量化し弾薬搭載量を増加したことで攻撃性能が向上している。無料、2009年7月20日で配信終了[14]。
  - RAZGRIZ SET 01 - 『5』の「ラーズグリーズ」カラーに塗られたF-16C、F-2A、Rafale M、Su-33の4機体を400MSPでセット販売。
  - Mirage2000-5 -ADVANCED- - 耐久性を犠牲にしたが速度と操縦性が向上。特に加減速の反応がよい。2009年7月22日より無料配信[14]。
  - Su-33 -CRIMSON WING- - 航空ショー用の機体というコンセプトの「モノトーンカラーシリーズ」。機体は赤く塗られ、同色のカラースモークミサイルを搭載。オリジナル機体の性能はそのままに攻撃性能が極限まで引き上げられ、通常ミサイル搭載量が800に増加している。このコンセプトは全てのモノトーンカラーシリーズで共通。
  - F-15E -THE IDOLMASTER CHIHAYA- - 『THE IDOLM@STER』の如月千早が描かれた物。弾薬搭載量が千早の身長と3サイズに対応している点はこれまでのアイドルマスターシリーズと共通で、本機以降同シリーズのマルチロール機体では4つ目の特殊兵装の搭載量に体重が当てられるようになった。その結果XMA6はやや増、通常ミサイルとUGB（無誘導爆弾）がやや減、SFFS（クラスター爆弾）が大幅増、XAGM（マルチロック対地ミサイル）が約2/3となっている。機体色とミサイルスモークは千早のイメージカラーである青。防御力を犠牲に他の全ての性能をアップさせた機体の能力は高いが、抜群の才能を持ちつつもテンションが乱降下しやすい千早の性格を体現し、「機嫌を損ねた」ときは扱いにくくなる。価格は400MSP。
- PACK06 - 2008年3月27日配信[21]
  - F-22A -GRYPHUS EMBLEM- - 『エースコンバットX』のグリフィス1カラーで、最終ミッション「アーケロン要塞攻略作戦」時のチューンという設定。機動力と速度を犠牲に装甲を増強、特殊兵装の搭載量も対空攻撃用のXMA6およびQAAM（高機動対空ミサイル）は減少し、対地攻撃用のSODは増加している。2009年7月20日を以って配信終了[14]。
  - RAZGRIZ SET 02 - 『5』の「ラーズグリーズ」カラーに塗られたSu-47、A-10A、Typhoonの3機体を300MSPでセット販売。
  - F-22A -INDIGO WING- - モノトーンカラーシリーズ。機体色とミサイルスモークは藍色。
  - F-14D -ZIPANG- エースコンバットシリーズの常連である、桜吹雪カラーリングのF-14。軽量化により旋回性能を向上させ、桜吹雪のような軽やかな機動を安定性を伴って実現させた。一方で防御力と弾薬搭載量を犠牲にしている。2008年11月6日より無料配信[15]。
  - F-22A -THE IDOLMASTER HARUKA- - 『THE IDOLM@STER』の天海春香が描かれた物。弾薬搭載量が春香の身長と3サイズに対応しており、傾向としてはSu-47 -THE IDOLMASTER MIKI-EX-と同じ傾向にある。機体色とミサイルスモークは春香のイメージカラーである赤。全ての性能が通常のF-22Aからバランス良く向上している親しみやすさを売りとするが、「何でもないところで急に転ぶ」というIDOLM@STERでの特徴も再現されている。リボンがトレードマークである春香に合わせて垂直尾翼には『04』のメビウス中隊のサインが描かれており、腹面は黒くカラーリングされている。価格は400MSP。
  - Mirage2000-5 -THE IDOLMASTER YAYOI- - 『THE IDOLM@STER』の高槻やよいが描かれた物。弾薬搭載量がやよいの身長・3サイズ・体重に対応しているため全般的に増加。機体色とミサイルスモークはやよいのイメージカラーであるオレンジ色。やよいの元気の良さを再現した、扱いが困難なほどの圧倒的な最高速と加速性能が特徴。価格は400MSP。
- PACK07 - 2008年4月24日配信[22]
  - ORANGE, VIOLET SET - モノトーンカラーシリーズ。オレンジ色のTyphoonと紫色のSu-47を300MSPでセット販売。
  - Typhoon -ROT- - 『ZERO』のベルカ空軍「ロト隊」カラー。近接戦闘を有利に進めるため、他の複数の性能を犠牲に機動力を向上させた。2009年7月22日より無料配信[14]。
  - F-16C -PJ EMBLEM- - 『ZERO』のPJカラー。防御性能を犠牲にして、機動力と攻撃力を上昇させた。無料、2009年7月20日で配信終了[14]。
  - RAZGRIZ SET 03 -『5』の「ラーズグリーズ」カラーに塗られたTornado GR.4、CFA-44、F-15E、F/A-18Fの4機体を400MSPでセット販売。『5』には登場しなかった架空機CFA-44もラインナップに加わっている。
  - Rafale M -THE IDOLMASTER IORI- - 『THE IDOLM@STER』の水瀬伊織が描かれた物。装弾数が伊織の身長・3サイズ・体重に対応しており、弾薬搭載量はLASM(対艦ミサイル)以外の特殊兵装は増加、LASMと通常ミサイルが微減。機体色とミサイルスモークは伊織のイメージカラーであるピンク。わがままな伊織の性格を体現し、機体の速度の変化に対応して旋回性能が周期的に変化する。また、安定性が大幅に下がった扱いにくさの代わりに、その他の性能が全て大きく向上している。価格は400MSP。
- PACK08 - 2008年5月29日配信[23]
  - Su-33 -TYPE ACE2- - 『2』に登場したSu-35と同じカラーリング。性能や操作性も2当時のものを忠実に再現し、能力は向上したが独特の癖を持つ。また、『2』当時には存在しなかった特殊兵装は搭載出来ない。
  - Su-47 -GRABACR EMBLEM- - 『5』の敵エース部隊「グラーバク隊」カラー。特定速度域での機動性を高めそれ以外の速度域では機動性が低下。無料。
  - RAZGRIZ SET 04 - 『5』の「ラーズグリーズ」カラーに塗られたF-22A、F-117A、Mirage2000-5の3機体を300MSPでセット販売。
  - JUNGLE, FLAMINGO SET - モノトーンカラーシリーズ。濃緑色のF-14DとフラミンゴピンクのA-10Aを300MSPでセット販売。
  - THE IDOLMASTER AMI, MAMI SET - 『THE IDOLM@STER』の双海亜美・真美がそれぞれF-2A、F-16Cに描かれた。弾薬搭載量は亜美・真美の身長・3サイズ・体重に対応し、デフォルトカラーと比べて-1となった亜美機(F-2A)のUGB以外は増加。機体色はどちらも黄色系だが、亜美機は赤みがかかっており、真美機(F-16C)は緑がかっている。ミサイルスモークは共に黄色。見分けのつきにくい双子らしく速度・安定性・機動力・防御力に関しては2機とも同じだが、対空攻撃力と対地攻撃力に差がある（亜美は対地向け、真美は対空向け）。いたずら好きで暴走傾向な2人の性格を再現し、亜美機はピッチに、真美機はロールにそれぞれ極端な慣性がつき安定性が極めて低い。『THE IDOLM@STER』ではギャラが2人で1人分なことから、価格は2機でアイドルマスターシリーズ1機分の価格である400MSPとなっている。
- PACK09 - 2008年6月26日配信[24]
  - A-10A -DISTANT THUNDER- - 耐久性を犠牲に兵装数を増やし、戦闘機とも戦えるように対空能力を増強した機体。
  - Typhoon -TYPE ACE3- - 『3』登場時の性能を忠実に再現し、旋回が鈍い代わりに速度と耐久性を向上。特殊兵装は限定され（XLAA（長距離対空ミサイル）以外は搭載量0と設定されている）、本作独自のハイGターンは不可。PACK04の「UPEO EMBLEM」とは異なり、カラーリングも『3』と同じになっている。
  - F-14D -THE IDOLMASTER AZUSA- - 『THE IDOLM@STER』の三浦あずさが描かれた物。弾薬搭載量はあずさの身長と3サイズに対応して全般的に増加しており、特に特殊兵装の増加は著しい。機体色とミサイルスモークはあずさのイメージカラーである紫。速度、機動性、防御力が大きく向上しているが、一方でゆっくりのんびりマイペースの性格を強く反映している。価格は400MSP。
  - Su-47 -GAULT- - 『ZERO』のベルカ空軍「ゴルト隊」カラー。自在に隊形を変化させる戦術を実行するため、加減速機能を犠牲にして低速域での旋回性能を強化している。
  - F-14D -WARDOG EMBLEM- - 『5』の初期主人公部隊「ウォードッグ隊」エンブレム機。インターセプターとしての任務に対応するため、対空装備と速度を増強している。その一方で対地特殊兵装であるGPB(誘導爆弾)が激減。無料。
  - F/A-18F -THE IDOLMASTER RITSUKO- - 『THE IDOLM@STER』の秋月律子が描かれた機体。弾薬搭載量は律子の身長・3サイズ・体重に対応しており、こちらもF-14D -THE IDOLMASTER AZUSA-同様に特殊兵装の搭載量は大幅増。機体色は律子のイメージカラーである緑色だが、ミサイルスモークはSu-33 Flanker -THE IDOLM@STER MIKI-やSu-47 Berkut -THE IDOLM@STER MIKI-EX-と同様の黄緑色。速度と防御力を大きく削った代わりに安定性は全機体の中で最高レベルであり、旋回後に慣性が働かない。限界まで引き上げられた攻撃性能は「優れた知力で素早く敵を捕捉」と評されている。価格は400MSP。
  - DARK, SHINING SET - モノトーンカラーシリーズ。黒のF-2Aと金色のRAFALE Mを300MSPでセット販売。
- PACK10 - 2008年7月24日配信[25]
  - CFA-44 -ACES- - PROJECT ACESのロゴが入れられた機体。防御力が大きく犠牲になり弾薬搭載量が3分の1に減っているが、安定性と速度が向上。卓越した操縦センスを要求する、エースとしての実力が試される機体。
  - Rafale M -ESPADA- - 『ZERO』のサピン空軍「エスパーダ隊」カラー。速度性能を犠牲にしているものの、軽やかな機動で踊るように舞い、攻撃をかわしていく。無料。
  - Typhoon -THE IDOLMASTER MAKOTO- - 『THE IDOLM@STER』の菊地真が描かれた物。弾薬搭載量は真の身長と3サイズに対応しており、XLAAとRCLは増加、通常ミサイルとXMA6は減少。機体色とミサイルスモークは真のイメージカラーである黒。ダンスが得意で運動神経抜群な真の性格を反映して速度・機動力・安定性を極限まで強化、キレのよい動きを見せる。しかし攻撃能力が大きく犠牲になっており、ロックオンが非常に遅くミサイル全般の使い勝手が悪くなっている。価格は400MSP。
  - A-10A -THE IDOLMASTER SP- - 『THE IDOLM@STER』の765プロダクションから送り出される機体。水平尾翼には765プロダクションの高木社長が、垂直尾翼と右主翼には事務員の音無小鳥が、左主翼には3人の審査員が、そしてボディには765プロダクションのアイドル達が描かれた機体。個性派揃いの765プロだけに安定性が大幅に犠牲になっている反面、それ以外の全性能が強化され特に対空攻撃性能が極限まで強化されている他、独特の挙動を見せる。また、機体を外部から見るとパイロットは真っ黒になっている。弾薬搭載量は通常ミサイルが765、RCLが70、FAEB（燃料気化爆弾）が60、XAGMが50と「765」つながり。ミサイルスモークはSu-33 -THE IDOLMASTER MIKI-、Su-47 -THE IDOLMASTER MIKI-EX-、F/A-18F -THE IDOLMASTER RITSUKO-と同様の黄緑色。アイドルマスター機体シリーズであるが価格は100MSP。

### オンラインバトルステージ
オンラインモードでの追加ステージは以下の5つが配信されている。なお、当初はバトルロイヤルについては2つ制作されていた。価格はそれぞれ配信開始当時のもので、2008年11月6日より無料配信となっている。
なお、追加されたマップはランクマッチ（ランキング対象の対戦）では使用できない。これはランキングに関する仕様の変更に関して大きな手間がかかるためだとされている。
- TEAM BATTLE DL1 - 2007年12月27日配信、当初の価格は100MSP。セルムナ連峰を舞台とし、地上ターゲットを先に破壊した側に援軍が登場する[27]。
- BATTLE ROYAL DL1 - 2008年2月28日配信、当初の価格は100MSP。グラバ諸島を舞台とし、ギュゲスによる大量の弾幕の中で戦う[20]。
- CO-OP BATTLE DL1 - 2008年2月28日配信、当初の価格は300MSP。制限時間の短い4つのオペレーションとその後のラグノ要塞攻撃で構成されており、オペレーションのクリア状況に応じて最終的に攻略する要塞の規模が変化する[20]。
- SIEGE BATTLE DL1 - 2008年2月28日配信、当初の価格は300MSP。シプリ高原を飛行する、大量の無人機に守られた輸送機を攻撃する[20]。
- CO-OP BATTLE DL2 - 2008年3月27日配信、当初の価格は300MSP。破壊しても一定時間で修復される冷却装置を備えたシャンデリアを攻略する[21]。

### ACE OF ACES
2008年2月の配信から追加された最高難易度のミッション。
敵配置やパターンなどの大幅な変更、更にはマイナスESM（通常兵器の性能が大幅に下がる）の要素が追加されている。一方、戦いを優位に進めるために、特定タイミングで始まるタイマーカウントダウン時にネームド機を撃墜することにより、支援要請（アライドサポート）ゲージを強化できるカウンターチャージシステムを搭載する。
ゲーム中の1～4話と9話に相当する5つのステージが配信された。価格は02のみ300MSP、他は350MSP。
- ACE OF ACES 01 - 2008年2月28日配信[20]。
- ACE OF ACES 02 - 2008年3月27日配信[21]。
- ACE OF ACES 03 - 2008年6月26日配信[24]。
- ACE OF ACES 04 - 2008年7月24日配信[25]。
- ACE OF ACES 09 - 2008年7月24日配信[25]。

### その他
この他、以下のものが配信されている。
- トレーラー映像 - デモ映像としても使用された予告トレーラーと、フルトレーラーの2種類。解像度は480pと720pの2つが用意されている。無料。
- 体験版 - ゲームの第1話を体験版として配信。無料。
- ゲーマーアイコンパック - ゲーマープロフィールに表示できるアイコンのセット。パック1つにつき4個セットで価格は80MSP。4セット存在する。
- テーマファイル - （旧式の）ダッシュボード背景画像、全6種。当初はイメージビジュアル1枚のみの01が100MSP、他は150MSPであったが、2008年11月のシステムアップデートに伴い50MSPに値下げされた[29]。

### 派生商品
上記、「特殊機体」に用意された『THE IDOLM@STER』のキャラクターが描かれた機体（『アイマス機』と称する）の一部は、模型メーカーハセガワにより「アイドルマスタープロジェクト」と銘打ちプラモデル化されている。